# ОШ „Емилија Остојић” ИО Прилипац
ОШ „Емилија Остојић” ИО Прилипац, у насељеном месту на територији општине Пожега, издвојено је одељење ОШ „Емилија Остојић” из Пожеге.
Прву школу, као приватну установу, отворио је драгачевски капетан Милован Недељковић из Вирова у конаку цркве у Прилипцу 1838. године. Наставу је похађало 39 ђака из Капица (Прилипца), Лопаша, Пилатовића, Крстаца, Дљина, Лучана, Доње Краварице, Вирова. Пре тога млади из Прилипца, Пилатовића и Лопаша школовали су се у Гучи.
Општина пилатовачка, којој су припадали Прилипац, Лопаш и Пилатовићи средином лета 1867. године поднела је молбу Министарству просвете да у Прилипцу буде отворена државна школа. Први учитељ био је Јован Протић из Негришора, а у њој је у школској 1868/1869. наставу похађало 56 ђака. После Другог светског рата школа у Прилипцу добија назив ОШ „Велимир Маркићевић”, која је до 1966. године била самостална и у свом саставу имала четвороразредне школе у Лопашу и Пилатовићима. Ова три села су чинила школско подручје Основне школе у Прилипцу.
Данашња зграда школе у Прилипцу усељена је 1969. године. Најзаслужнији просветни радник око изградње зграде данашње школе, био је њен директор Милија Дрндаревић.